# La pequeña Fortuna
La pequeña Fortuna es un grabado sobre cobre realizado alrededor de 1495-1496 por el artista renacentista alemán Alberto Durero (1471-1528).

## Historia
La Pequeña Fortuna constituye el primer desnudo femenino grabado por Durero, en una época en la que el artista dedicó varios dibujos a este tipo de estudio, en primer lugar Mujer desnuda de pie vista de espaldas (1495, Museo del Louvre ) y el Baño de mujeres (1496, Kunsthalle Bremen). 

## Análisis
Durero se inspiró en las Musas danzantes pintadas por Andrea Mantegna en 1497 en su cuadro del Parnaso (Museo del Louvre), que fue difundido por un grabado de Zoan Andrea. 

## Iconografía
Mientras que la esfera sobre la que descansa en equilibrio la figura femenina permite identificarla como la diosa de la Suerte, la flor de cardo que sujeta indica que se trata de la Fortuna amorosa, siendo el cardo, en el mundo germánico, símbolo del éxito en el amor, y por ello común en los retratos de prometidos y recién casados. Durero representa en este grabado tanto la omnipotencia del Amor como su inconsistencia, rompiendo completamente con la tradición iconográfica medieval que representaba a la Fortuna en lo alto de una rueda, con los ojos vendados.
Sin duda se inspira en un antiguo diálogo filosófico atribuido a un discípulo de Sócrates, El retrato de Cebes, traducido por primera vez al alemán por su amigo, el humanista Willibald Pirckheimer.

## Posteridad
Si la hoja parece relativamente modesta, tanto en términos de formato como de economía de tamaño, su éxito no es menos importante. Durante la vida de Durero, La pequeña Fortuna fue copiada por varios grabadores, mientras que otros se inspiraron libremente en ella, como Lucas van Leyden para su La mujer y la gama. 